# Irving Picard
Irving H. Picard (né le 26 juin 1941) est un associé du cabinet d'avocats Baker Hostetler. C'est un ancien élève de la faculté de droit de l'université de Boston. Il a été admis au Barreau de New York en 1982. 

## L'affaire Madoff
Sa notoriété est acquise quand en 2008, le juge de district Lawrence McKenna a nommé Picard administrateur judiciaire des biens saisis de Bernard Madoff. Depuis, il a joué un rôle essentiel dans le recouvrement des fonds du scandale Madoff. Il a déposé plainte contre plusieurs établissements financiers, et cherche à récupérer 50 milliards de dollars américains. 
Son entreprise a obtenu en deux ans 3,2 millions de dollars américains d'honoraires de la part de la Securities Investor Protection Corporation pour son travail.